# Liste der Stolpersteine in Kaufbeuren
Die Liste der Stolpersteine in Kaufbeuren gibt eine Übersicht über die vom Künstler Gunter Demnig verlegten Stolpersteine in der bayerischen Stadt Kaufbeuren. Sie erinnern an das Schicksal der Menschen, die in Kaufbeuren lebten und in der Zeit des Nationalsozialismus ermordet, deportiert, vertrieben oder in den Suizid getrieben wurden.
Die Stolpersteine sind Betonwürfel mit einer Kantenlänge von 10 Zentimetern und einer Oberseite aus Messing. Sie sind in den Bürgersteig vor jenen Häusern eingelassen, in denen die Opfer einmal gewohnt oder gewirkt haben. In die Tafeln sind eingeschlagen: Name, Geburtsjahr, Schicksal sowie Todesdatum und -ort, soweit bekannt.
In Kaufbeuren wurden die ersten vier Stolpersteine am 26. September 2020 verlegt.

## Chronologie

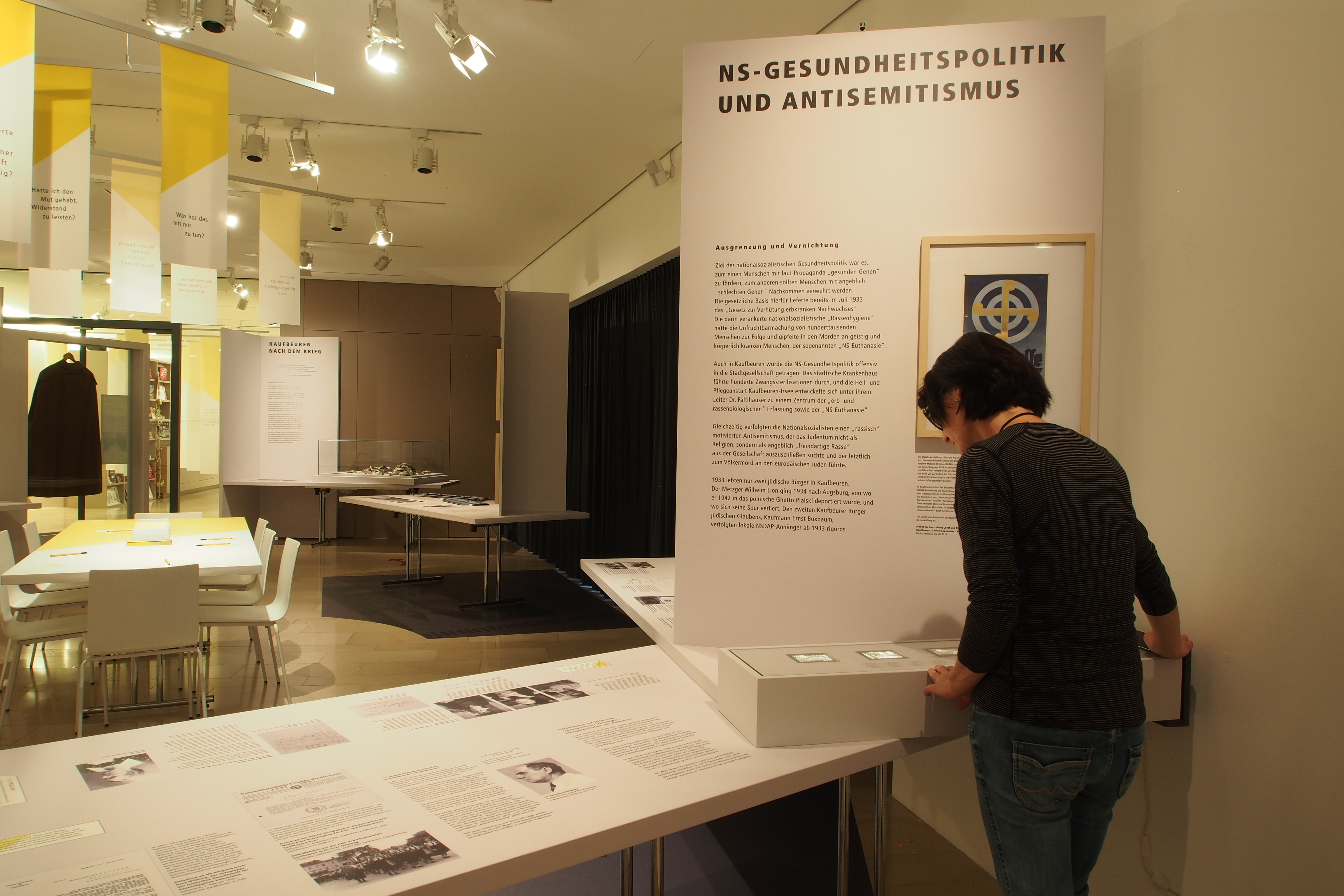
Sonderausstellung Kaufbeuren unterm Hakenkreuz, 2019

Angestoßen wurde die Aktion durch die Ausstellung des Stadtmuseums Kaufbeuren mit dem Titel Kaufbeuren unterm Hakenkreuz. Eine Stadt geht auf Spurensuche, die vom 1. November 2019 bis zum 23. August 2020 mit großer Resonanz der Bevölkerung gezeigt wurde. Parallel zum Ausstellungsprojekt startete das Stadtmuseum 2018 ein Projekt der Provenienzforschung, in dem die Sammlungserwerbungen aus den Jahren 1932 bis 1964 überprüft wurden.
Der Kulturausschuss der Stadt Kaufbeuren beschloss am 9. November 2020, dass die Dauerausstellung des Stadtmuseums auf Grundlage der erarbeiteten Inhalte der Sonderausstellung umgestaltet werden soll. 
Am 26. September 2020 wurden die ersten Stolpersteine zum Gedenken an die Kaufbeurer Opfer des Nationalsozialismus verlegt – für den Juden Ernst Buxbaum, für das Euthanasie-Opfer Marie Espermüller, für den Widerstandskämpfer Georg Riedel und für den Zwangsarbeiter Stefan Smiglarski. 
Die zweite Stolperstein-Verlegungsserie für sechs Widerstandskämpfer aus Kaufbeuren folgte im März 2023.
Weiters veröffentlichte das Stadtmuseum in Zusammenarbeit mit dem Historischen Archiv des Bezirkskrankenhauses Kaufbeuren das Gedenkbuch Später wurde darüber in der Familie nicht gesprochen. Gedenkbuch für die Kaufbeurer Opfer der NS-Euthanasie.

## Stolpersteine in Kaufbeuren
| Stolperstein | Inschrift | Standort               | Name, Leben |
| ------------ | --- | ---------------------- | --- |
|              | HIER ARBEITETE ERNST BUXBAUM JG. 1897 ′SCHUTZHAFT′ 1938 DACHAU ENTLASSEN 1939 GEDEMÜTIGT / ENTRECHTET FLUCHT IN DEN TOD 19.4.1940                                                                     | Schmiedgasse 2         | Ernst Buxbaum, geboren am 1. Dezember 1897 in Ernsbach (Württemberg), war ein jüdischer Kaufmann. Gemeinsam mit seinem Bruder Oskar eröffnete er 1924 in der Schmiedgasse 2 in Kaufbeuren ein Geschäft für Textilien, Kurz-, Weiß- und Wollwaren sowie Damenkonfektion, das er ab 1930 allein weiterführte. Das Geschäft florierte, und 1933 beschäftigte Buxbaum fünf weibliche Angestellte. Ab 1933 war Buxbaum zunehmenden Schikanen der Nationalsozialisten ausgesetzt, die zu Boykott, Zerstörung und Enteignung jüdischer Geschäfte führten. 1936 musste er in ein kleineres Ladenlokal im Rosental umziehen, da die Stadt Kaufbeuren seinen Mietvertrag nicht verlängerte. Im Oktober 1938 wurde er wegen angeblicher „Rassenschande“ angezeigt und verhaftet, kam jedoch trotz Einstellung des Verfahrens am 12. November 1938 ins Konzentrationslager Dachau, wo er bis zum 6. Februar 1939 inhaftiert war. Nach seiner Entlassung lebte er bei seinem Bruder Emil in München und nahm sich am 19. April 1940 im Alter von 43 Jahren das Leben. Seine Familie erklärte später, er sei dem Verfolgungsdruck durch die Nationalsozialisten nicht mehr gewachsen gewesen. |
|              | ESPACHSTRASSE 17 WOHNTE MARIE ESPERMÜLLER JG. 1893 EINGEWIESEN 1924 ANSTALT KAUFBEUREN–IRSEE ′VERLEGT′ JUNI 1941 HARTHEIM ERMORDET AM TAG DER ANKUNFT ′AKTION T4′                                     | Espachstraße 17        | Marie Espermüller (1893–1941) Die Kaufbeurerin war seit 1924 Patientin in der Heil- und Pflegeanstalt Kaufbeuren. Sie ist eines von vielen Opfer des NS-„Euthanasie“-Programms. 1941 wurde sie im Rahmen der geheimen „Aktion T4“ in die Tötungsanstalt Schloss Hartheim bei Linz gebracht und ermordet. |
|              | HIER WOHNTE LEO LUTZ JG. 1904 IM WIDERSTAND / KPD VERHAFTET 1936 'VORBEREITUNG HOCHVERRAT' ZUCHTHAUS KAISHEIM 1942 DACHAU / ALLACH BEFREIT                                                            | Kaiser-Max-Straße 38   | Leo Lutz (1904–1988) Der Bauhilfsarbeiter Leo Lutz war ein kommunistischer Widerstandskämpfer. Gemeinsam mit 17 anderen Kaufbeurinnen und Kaufbeurern wurde er 1937 wegen „Vorbereitung zum Hochverrat“ angeklagt. Für die politische Arbeit im Untergrund musste er sieben Jahre Haft im Zuchthaus Kaisheim bei Donauwörth verbüßen. Anschließend war er bis Ende April 1945 im Konzentrationslager Dachau und dessen Außenlager Allach inhaftiert. Er überlebte die Haft und starb 1988 in Kaufbeuren. |
|              | HIER WOHNTE MICHAEL RAUCH JG. 1894 IM WIDERSTAND / KPD 'SCHUTZHAFT' 1933 DACHAU VERHAFTET 1936 'VORBEREITUNG HOCHVERRAT' ZUCHTHAUS KAISHEIM 1941 DACHAU / ALLACH BEFREIT                              | Baumgarten 18          | Michael Rauch (1894–1984) Der Bäcker Michael Rauch war ein kommunistischer Widerstandskämpfer. Gemeinsam mit 17 anderen Kaufbeurinnen und Kaufbeurern wurde er 1937 wegen „Vorbereitung zum Hochverrat“ angeklagt. Für die politische Arbeit im Untergrund musste er vier Jahre und sechs Monate Haft im Zuchthaus Kaisheim bei Donauwörth verbüßen. Anschließend war er bis zum Kriegsende im Konzentrationslager Dachau und dessen Außenlager Allach sowie Schlachters bei Lindau inhaftiert. Er überlebte die Haft und starb 1984 in Kaufbeuren. |
|              | HIER WOHNTE GEORG RIEDEL JG. 1897 IM WIDERSTAND / SPD ′SCHUTZHAFT′ 1937 DACHAU FLUCHT IN DEN TOD 12.7.1938 DACHAU                                                                                     | Ledergasse 11          | Georg Riedel (1897–1938) Der Krankenpfleger Georg Riedel war ein sozialdemokratischer Widerstandskämpfer. Ab 1929 vertrat er die SPD im Kaufbeurer Stadtrat. Unter dem Druck der Nationalsozialisten legte er im März den Posten als Stadtrat nieder. Auch wegen seines gewerkschaftlichen Engagements geriet er in das Visier der Nationalsozialisten. 1937 wurde er mit weiteren Kaufbeurern wegen „Vorbereitung zum Hochverrat“ angeklagt. Das Verfahren gegen ihn wurde eingestellt, jedoch wurde er nicht freigelassen, sondern in das Konzentrationslager Dachau überstellt. Dort nahm er sich am 12. Juli 1938 das Leben. |
|              | HIER WOHNTE CLEMENS SAILER JG. 1903 IM WIDERSTAND / KPD VERHAFTET 1936 'VORBEREITUNG HOCHVERRAT' ZUCHTHAUS AMBERG 1943 ENTLASSEN EINGEZOGEN BEWÄHRUNGSBATTAILON                                       | Forettle 7             | Klemens Sailer (1903–1972) Klemens Sailer geboren am 24. Oktober 1903 in Höchstädt an der Donau, war Bäcker. Er war verheiratet und hatte vier Kinder. Er schloss sich der KPD an und agierte als Widerstandskämpfer. Gemeinsam mit 17 weiteren Personen aus Kaufbeuren wurde er am 30. Juni 1936 verhaftet und 1937 wegen „Vorbereitung zum Hochverrat“ angeklagt. Für seine politische Tätigkeit im Untergrund musste er sieben Jahre im Zuchthaus Amberg verbüßen. Danach war er als Strafsoldat in einem Bewährungsbataillon eingesetzt. Er überlebte den Krieg und kehrte im Januar 1947 aus britischer Kriegsgefangenschaft zurück. Klemens Sailer starb 1972 in Kaufbeuren. |
|              | HIER WOHNTE JOHANN SCHAUDIG JG. 1905 IM WIDERSTAND / KPD 'SCHUTZHAFT' 1933 DACHAU VERHAFTET 1936 'VORBEREITUNG HOCHVERRAT' ZUCHTHAUS KAISHEIM 1941 DACHAU / BAD TÖLZ FLUCHT IN DEN TOD 21. APRIL 1942 | Müllergäßchen 3        | Johann Schaudig (1905–1943) Der Schriftsetzer Johann Schaudig war ein kommunistischer Widerstandskämpfer. Gemeinsam mit 17 anderen Kaufbeurinnen und Kaufbeurern wurde er 1937 wegen „Vorbereitung zum Hochverrat“ angeklagt. Für die politische Arbeit im Untergrund musste er vier Jahre und acht Monate Haft im Zuchthaus Kaisheim bei Donauwörth verbüßen. Anschließend war er im KZ-Außenlager in Bad Tölz inhaftiert. Dort beging er am 22. April 1943 Selbstmord. |
|              | HIER WOHNTE JOHANN SCHMID JG. 1907 IM WIDERSTAND / KPD 'SCHUTZHAFT' 1933 DACHAU VERHAFTET 1936 'VORBEREITUNG HOCHVERRAT' ZUCHTHAUS KAISHEIM 1941 FLOSSENBÜRG ERMORDET 21.12.1942                      | Johannes-Haag-Straße 6 | Johann Schmid (1907–1942) Der Schlosser Johann Schmid war ein kommunistischer Widerstandskämpfer. Gemeinsam mit 17 anderen Kaufbeurinnen und Kaufbeurern wurde er 1937 wegen „Vorbereitung zum Hochverrat“ angeklagt. Für die politische Arbeit im Untergrund musste er fünf Jahre Haft im Zuchthaus Kaisheim bei Donauwörth verbüßen. Nach Ende der Haftstrafe wurde er 1941 in das KZ Flossenbürg überstellt, wo er am 21. Dezember 1942 ermordet wurde. |
|              | HIER WOHNTE KAROLINA SCHMID JG. 1911 VERH. TRIMMEL IM WIDERSTAND / KPD VERHAFTET 1936 'VORBEREITUNG HOCHVERRAT' 1937 MORINGEN LICHTENBURG / PRETTIN ENTLASSEN 1939                                    | Johannes-Haag-Straße 6 | Karolina Schmid (1911–1990) Die Schneiderin Karolina Schmid (verheiratete Trimmel) war eine kommunistische Widerstandskämpferin. Gemeinsam mit ihrem Ehemann Johann Schmid wurde sie 1936 festgenommen. Die Anklage gegen Karolina Schmid wegen „Vorbereitung zum Hochverrat“ wurde schließlich 1937 fallengelassen. Trotzdem blieb sie weiter in Haft und wurde in das KZ Moringen bei Hannover und später in das KZ Lichtenburg bei Prettin überstellt. 1939 wurde sie freigelassen und kehrte nach Kaufbeuren zurück. Sie überlebte den Krieg, heiratete erneut und starb 1990 in Kaufbeuren. |
|              | HIER ARBEITETE STEFAN SMIGLARSKI JG. 1924 POLEN SEIT 1939 ZWANGSARBEIT VERHAFTET 1943 ′ARBEITSSTÄTTE VERLASSEN′ GEHÄNGT 22.11.1943 WEINHALDE KAUFBEUREN                                               | Neue Gasse 28          | Stefan Smiglarski (1924–1943) Stefan Smiglarski war seit 1939 als polnischer Zwangsarbeiter in Deutschland. Zunächst arbeitete er auf einem Bauernhof in Marktoberdorf, später kam er als Hilfsarbeiter zu einem Kaufbeurer Schuster in der Neuen Gasse. Als polnischer Zwangsarbeiter hatte er kein Anrecht auf Urlaub. Wegen eines Fluchtversuchs, bei dem er auch das Fahrrad seines Arbeitgebers gestohlen hatte, ordnete die Geheime Staatspolizei die sogenannte „Sonderbehandlung“ für ihn an, was den Tod durch den Strang bedeutete. Am 23. November 1943 wurde Stefan Smiglarski in einer geheimen Aktion in Kaufbeuren hingerichtet. |

## Verlegedaten und -orte
- 26. September 2020: Espachstraße 17, Ledergasse 11, Neue Gasse 28, Schmiedgasse 2
- 21. März 2023: Baumgarten 18, Forettle 7, Johannes-Haag-Straße 6, Kaiser-Max-Straße 38, Müllergäßchen 3